# Diadema setosum
Diadema setosum (лат.) — вид морских ежей рода Diadema из семейства Diadematidae отряда Diadematoida. Встречается в Индо-Тихоокеанской области, от Австралии и Африки до Японии и Красного моря. В 2006 году впервые обнаружены в Средиземном море у побережья Турции.

## Описание
Окраска при жизни чёрная, вокруг ануса красное или оранжевое кольцо (Иногда путают с глазом ) ; белые пятна на каждой генитальной поре. Встречается на глубинах до 70 м.
Взрослые особи Diadema setosum имеют массу от 35 до 80 г, размер их панциря не более 70 мм, но иголки достигают больших размеров (до 70 см), представляя опасность для дайверов.
Содержатся в морских аквариумах.
На Diadema setosum паразитируют следующие виды (эктопаразиты из веслоногих ракообразных):
- Clavisodalis dilatatus Dojiri & Humes, 1982 (Copepoda, Taeniacanthidae)
- Clavisodalis sentifer Dojiri & Humes, 1982
- Echinirus diadematis Jacob-Judah, 1975
- Echinirus laxatus Humes & Cressey, 1961
- Echinosocius dentatus Humes & Cressey, 1961
- Echinosocius elatensis Jacob-Judah, 1975
- Echinosocius finitimus Dojiri & Humes, 1982
- Echinosocius gulicolus Dojiri & Humes, 1982
- Echinosocius pectinatus Humes & Cressey, 1961
- Senariellus diadematis Humes, 1977 (Copepoda, Pseudanthessiidae)
- Preherrmannella campanulipes Humes & Cressey, 1961 (Copepoda, Synapticolidae)
- Preherrmannella idonea Humes & Cressey, 1961